# Nucleus accumbens
Il nucleus accumbens (NAc o NAcc), anche conosciuto come nucleus accumbens septi (dal latino «nucleo adiacente al setto»), è una regione del prosencefalo basale, rostrale all'area preottica dell'ipotalamo.
Il nucleus accumbens e il tubercolo olfattivo collettivamente formano lo striato ventrale che è parte dei nuclei della base.
È una struttura presente ad ambo i lati del telencefalo ed è situato tra la testa del nucleo caudato e la porzione anteriore del putamen; è unito medialmente al septum pellucidum.
Nel suo insieme il Nucleus Accumbens gioca un ruolo importante nei processi cognitivi dell'avversione, motivazione, ricompensa e molteplici meccanismi di rinforzo dell'azione.
Si pensa che giochi un ruolo importante nei meccanismi di rinforzo, nella risata, nella dipendenza, nell'elaborazione delle sensazioni di piacere e paura oltre che all'insorgere dell'effetto placebo.

## Suddivisione morfo-funzionale delnucleus accumbens
Ogni emisfero cerebrale possiede il suo nucleus accumbens, ognuno dei quali può essere diviso funzionalmente in due porzioni:
- il core del nucleus accumbens;
- il "guscio" (shell) del nucleus accumbens.

La suddivisione è operata sia per la diversa morfologia dei citotipi sia per la loro funzione.
A loro volta, le singole suddivisioni posseggono sottopopolazioni diverse di neuroni (es. neuroni MSN, Medium Spiny Neuron di tipo D1 o D2), responsabili di diverse funzioni cognitive.

## Lashelldelnucleus accumbens
La shell è la regione esterna del NAc e, a differenza del core, è considerata una parte dell'amigdala estesa, localizzata soprattutto al suo polo rostrale.

### Citotipi nervosi
Il guscio del NAcc è composto principalmente da neuroni MSN, dall'inglese medium spiny neuron contenenti recettori per la dopamina o di tipo D1 (i.e., DRD1 e DRD5) oppure di tipo D2 (i.e., DRD2, DRD3, e DRD4). Confinata per lo più nella shell, rispetto ai neuroni del core del NAcc esiste una sottopopolazione neuronale di neuroni MSN contenente sia recettori D1 sia D2. È stato osservato che circa il 40% dei neuroni MSN striatali esprime l'RNA per entrambi DRD1 e DRD2.
Morfologicamente i neuroni MSN, rispetto al core, posseggono una minore densità (e quindi minor numero) di:
- spine dendritiche;
- segmenti ramificati;
- segmenti terminali.

### Connessioni dei neuroni MSN dellashell
I neuroni MSN proiettano verso la parte sub-commissurale del pallido ventrale, così come verso la VTA (Area Ventro-Tegmentale) e aree diffuse dell'ipotalamo e dell'amigdala estesa.

### Funzioni
La shell del NAc è coinvolta nei processi cognitivi di ricompensa, incluse sensazioni positive di gradimento in risposta a stimoli di piacere, salienza motivazionale, rinforzo positivo. È stato dimostrato che la shell sia coinvolta anche durante il PIT (Pavlovian Instrumental Transfer), ossia dell'interazione tra condizionamento strumentale e condizionamento pavloviano, ovvero un fenomeno in cui uno stimolo classicamente condizionato modifica il comportamento operante.

## Ilcoredelnucleus accumbens
Il nucleus accumbens core è la struttura più interna del NAc. È parte dello striato ventrale, una parte dei nuclei della base.

### Citotipi nervosi
Il core del NAcc è composto principalmente da neuroni MSN, dall'inglese medium spiny neuron contenenti recettori per la dopamina o di tipo D1 oppure di tipo D2. Rispetto ai neuroni del guscio del NAcc posseggono una maggiore densità di:
- spine dendritiche;
- segmenti ramificati;
- segmenti terminali.

### Neurotrasmettitori coinvolti
I neuroni MSN sono del tipo GABA-ergici, ovvero elaborano un mediatore chimico inibitorio. Posseggono sia numerosi recettori GABA-ergici sia diversi recettori per la dopamina (D1 e D2).

### Connessioni dei neuroni MSN delcore
I neuroni MSN proiettano verso aree sotto-corticali, come la substantia nigra e il globus pallidus.

## Panoramica complessiva dei neuroni MSN del NAc

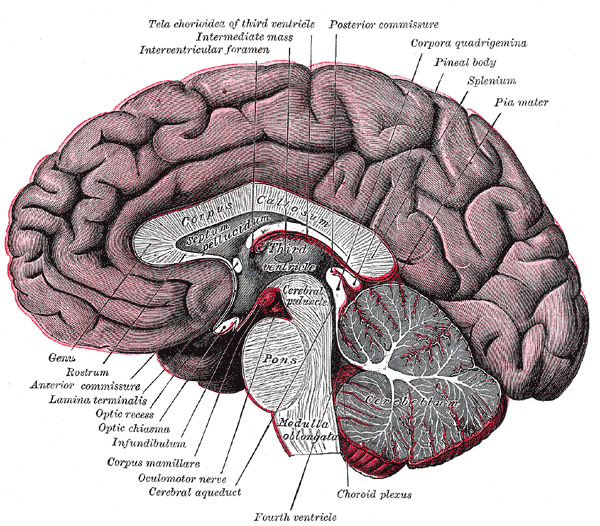
Sezione sagittale dell'encefalo

Il principale tipo di cellule neuronali trovate nel nucleus accumbens è indicato con la sigla MSN, dall'inglese medium spiny neuron. Essi rappresentano oltre il 95% del pool neuronale del Nac e sono denominati in questo modo a causa del fenotipo particolare del loro soma e delle loro spine dendritiche.
Il neurotrasmettitore prodotto da questi neuroni è l'acido γ-amminobutirrico (GABA), uno dei principali neurotrasmettitori inibitori del sistema nervoso centrale. Questi neuroni rappresentano anche i principali neuroni proiettivi del nucleo.
Mentre il 95% dei neuroni del nucleus accumbens sono medium spiny GABA-ergici proiettivi, gli altri tipi neuronali trovati sono gli interneuroni colinergici large aspiny.

## Input - afferenze al NAcc
Le afferenze dopaminergiche provenienti dall'area tegmentale ventrale (dove si trovano neuroni dopaminergici della via mesolimbica) si pensa modulino l'attività dei neuroni del nucleus accumbens. Queste terminazioni sono anche il sito d'azione di molte droghe, come la cocaina e le anfetamine, che causano un considerevole aumento dei livelli di dopamina nel nucleus accumbens. In realtà non si ha diretta stimolazione del nucleus accumbens o dell'area tegmentale ventrale. L'azione è sulla membrana del neurone dopaminergico. Il terminale assonico presinaptico del neurone dopaminergico rilascia dopamina che, dopo un certo tempo, viene ricaptata dallo stesso terminale presinaptico per opera di un trasportatore transmembrana. La cocaina e gli anfetamino-simili agiscono come falsi ligandi sul recettore della dopamina e impediscono la ricaptazione, bloccando il trasportatore della dopamina. Per cui la trasmissione dopaminergica non viene interrotta ma c'è, invece, una over-espressione della dopamina. Fra le afferenze maggiori al nucleus accumbens possiamo menzionare le fibre provenienti dalla corteccia prefrontale associativa, dall'amigdala e dai neuroni dopaminergici dell'area tegmentale ventrale (VTA), connessi attraverso la via mesolimbica. Per questo il nucleus accumbens è spesso descritto come parte del circuito cortico-striato-talamico-corticale.

## Output - efferenze
I neuroni efferenti del nucleus accumbens inviano proiezioni assonali alla porzione ventrale del globo pallido ipsolaterale, conosciuto come il ventral pallidum (VP). Il VP a sua volta proietta al nucleo mediale dorsale del talamo che invia i suoi assoni alla corteccia prefrontale e anche allo striato. Gli altri efferenti del nucleus accumbens sono la substantia nigra del mesencefalo e la formazione reticolare pontina.